# GOLD WAX
GOLD WAX（ゴールドワックス）は日本のアーティストならびにバンド。1990年結成。実質的には東哲一郎による音楽プロジェクトである。

## メンバー

### 現在のメンバー
- 東哲一郎（1965年5月4日[1] - ）：ボーカル

### 旧メンバー
- 中西圭一（1966年12月2日 - ）：サックス
  - 活動休止後はクレイジーケンバンドに結成と同時に加入。
- 室本知恵：ドラムス
  - 初代ドラムス。
  - 活動休止後はシャバグッチーズに加入し、バンダイ・ミュージックエンタテインメントからシングル1枚、アルバム3枚発表。

## 略歴
1990年に大阪から上京し、音楽活動を展開していた、東哲一郎により結成。バンド名はメンフィス・ソウルの代表的レーベル、「GOLDWAX」に由来する。結成当初からジェームス・ブラウンなどのR&Bなどに影響を受けたサウンドを持ち味としていた。
1993年にアルバム『きみはちょうどいい』でデビュー。収録曲「カルシウムが足りない」が、同年10月開始の『ダウンタウンDX』の主題歌に使用され、注目を集める（シングルとしてリリース）。翌年リリースのシングル「どでかいあいつ」が、サントリーデカビタCのCMソングに使用された。しかし業界での注目の高さとは裏腹に、本格的なブレイクは果たせず、当時所属していたレコード会社、ポリスターが元々小さいレコード会社であったこともあり、1996年にアルバム『Have an eye I』リリース後、ドロップ。東は新たに結成したテクノユニット「Ivory Nose」で活動を始めるに伴い、GOLDWAXも事実上の活動休止となる。
のちに東は2000年にボイストレーニングメソッド「Sports Voice」を開発、これが関東・関西のレッスン教室で採用され、ビジネスとして軌道に乗せると、2006年にこのプロジェクト名を冠し、株式会社を設立。2007年より暫定的にGOLDWAXとしての活動を再開させている。

## タイアップ一覧
| 使用年 | 曲名                     | タイアップ                                                      |
| ------ | ------------------------ | --------------------------------------------------------------- |
| 1993年 | カルシウムが足りない     | よみうりテレビ制作・日本テレビ系 『ダウンタウンDX』テーマソング |
| 1994年 | どでかいあいつ           | サントリー「デカビタC」CFソング                                 |
| 1994年 | バッド・モーニング・デイ | テレビ東京系『ぐリンちょリンぱリン』リンリンメロディ            |
| 1995年 | Choooかっこいい!?        | 資生堂「UNO」CMソング                                           |
| 1995年 | 直進!FUNKY列島           | TOKYO FM『ChartMania』オープニングテーマ                        |
| 1996年 | ちょうだい               | フジテレビ系『前略ヒロミ様』オープニングテーマ                  |